# Mélo (film, 1986)
Pour les articles homonymes, voir Mélo.
Pour plus de détails, voir Fiche technique et Distribution.
Mélo est un film français d'Alain Resnais, sorti en 1986, adapté de la pièce du même titre d'Henri Bernstein de 1929.

## Synopsis
Un célibataire et un couple confrontent leurs vies respectives : le premier n'a plus que les souvenirs, le second n'a plus que les compromis. Lui se voile la face quand son meilleur ami Marcel, se laisse séduire par sa femme. La tragédie couve sous ces faux-semblants… Dans chaque cas, l'échec est béant, les regrets chahutent le quotidien. Il suffit que l'héroïne cède à la tentation de rectifier son destin pour que l'apocalypse s'abatte sur les têtes du trio maudit.

## Fiche technique
- Titre : Mélo
- Réalisation : Alain Resnais, assisté de Florence Malraux
- Scénario : Alain Resnais, d'après la pièce d'Henri Bernstein
- Photo : Charlie Van Damme
- Son : Henri Morelle
- Décors : Jacques Saulnier
- Musique : Philippe-Gérard et des extraits de Brahms et Bach
- Montage : Albert Jurgenson
- Production : Marin Karmitz
- Sociétés de production : MK2, Films A2
- Scripte : Sylvette Baudrot
- Directrice de production : Catherine Lapoujade
- Distribution : MK2 Diffusion
- Tournage : 16 décembre 1985 - 14 janvier 1986
- Pays d'origine :  France
- Format : Couleurs (Agfacolor) - 35 mm - 1,66:1 - Mono
- Genre : drame
- Durée : 112 min
- Date de sortie : 3 septembre 1986

## Distribution
- Sabine Azéma : Romaine Belcroix
- Fanny Ardant : Christiane Lesveque
- Pierre Arditi : Pierre Belcroix
- André Dussollier : Marcel Blanc
- Jacques Dacqmine : le docteur Rémy
- Hubert Gignoux : un prêtre
- Catherine Arditi : Yvonne

## Distinctions
- Deux César 1987 pour Sabine Azéma (meilleure actrice) et Pierre Arditi (meilleur second rôle).
- Mostra de Venise 1986, sélection officielle, hors compétition.

## Autour du film
- Resnais rend hommage au théâtre et à ses artifices à travers des décors visibles et des acteurs qui se donnent comme tels (le rideau rouge s'ouvre et se ferme sur eux).

- Le fait de tourner un film sur pellicule Agfacolor était devenu rare à cette époque.

## Autres adaptations
- La pièce de Bernstein a fait l'objet d'une première adaptation cinématographique, réalisée par Paul Czinner, sortie le 21 octobre 1932 ; adaptation Paul Czinner et Carl Mayer, images de Jules Kruger et René Ribault, avec Gaby Morlay, Pierre Blanchar, Victor Francen.
- En 1937, Paul Czinner a réalisé en Grande-Bretagne une nouvelle adaptation de la pièce, sous le titre Dreaming Lips (en), interprétée par Elisabeth Bergner, Raymond Massey et Romney Brent.